# Distorsio kurzi
Distorsio kurzi là một loài ốc biển kích thước trung bình-nhỏ, là động vật thân mềm chân bụng sống ở biển trong họ Personidae.

## Hình ảnh

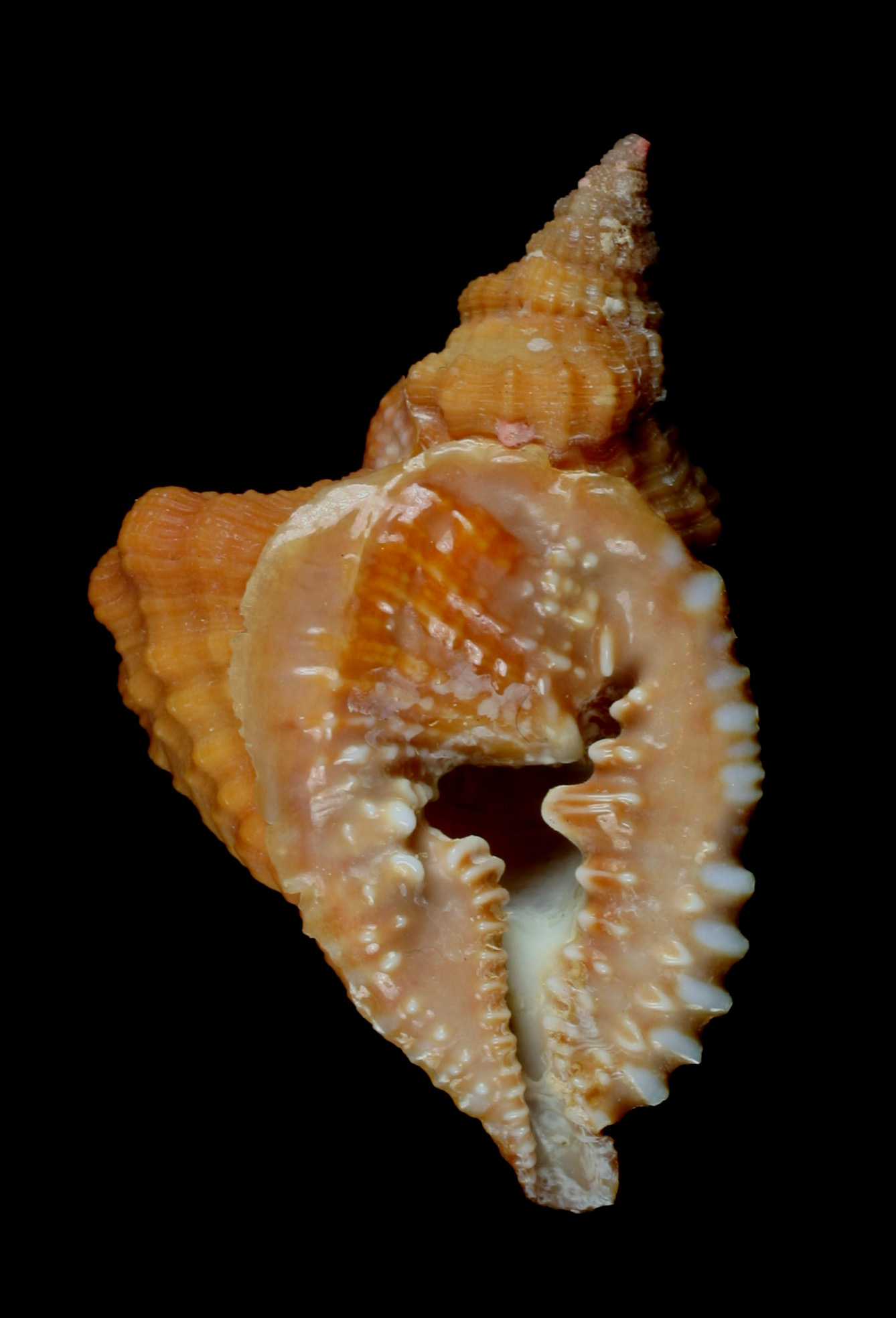